# Herb Szkocji

Herb Szkocji

Herb wielki Królestwa Szkocji

Herb Szkocji – herb Królestwa Szkocji, w polu złotym otoczonym podwójną bordiurą czerwoną ozdobioną naprzemiennie liliami tej samej barwy, lew czerwony wspięty w prawo, pazury i język błękitne.
W pełnej wersji herb występuje z trzymaczami heraldycznymi - srebrnymi jednorożcami, dewizą herbową i insygniami Orderu Ostu.
W heraldyce szkockiej bordiura oznacza zwykle uszczerbienie herbu, jednak ta w herbie Szkocji jest wyjątkiem, nazywana czasem królewską bordiurą, stanowi udostojnienie herbu i prócz monarchy tylko nieliczne rody mają prawo używać podobnej w swoich herbach (m.in. Buchanan of that Ilk; Kennedy, Markiz of Ailsa; Livingston, Earl of Linlithgow; Lyon, Earl of Strathmore; Maitland Earl of Lauderdale) 
Herb przyjęty w XIII wieku, używany przez cały czas istnienia Szkocji jako niepodległego państwa, i później po unii z Anglią. W obecnym głównym herbie Zjednoczonego Królestwa zajmuje drugie pole tarczy herbowej, w wersji używanej w Szkocji - 1. i 4.
Różne wariacje kolorystyczne herbu Szkocji spotyka się w herbach klanów i rodów szkockich, zwłaszcza pochodzących w rzeczywistości lub według legendy od królów Szkocji - m.in. w herbach rodów Dundas of that Ilk, Lamont of Lamont, Buchanan of that Ilk, Maitland, Earl of Lauderdale, Lyon, Earl of Strathmore.